# Adelencyrtus brachycaudae
Adelencyrtus brachycaudae är en stekelart som beskrevs av Xu och Shi 1999. Adelencyrtus brachycaudae ingår i släktet Adelencyrtus och familjen sköldlussteklar. Inga underarter finns listade i Catalogue of Life.